# Ritratto di Lodovico Martinengo
Il Ritratto di Lodovico Martinengo è un dipinto di Bartolomeo Veneto. Eseguito il 16 giugno 1530, è conservato nella National Gallery di Londra.

## Descrizione
Soggetto del ritratto è Lodovico della famiglia Martinengo di Brescia, come anche confermato dalla provenienza dell'opera, registrata nelle collezioni Martinengo a Brescia nel Seicento. In alto a sinistra è dipinto un cartiglio in cui compare indicata la data 16 giugno 1530.